# Občina Tišina
Občina Tišina je ena od občin v Republiki Sloveniji na ravenskem delu Prekmurja.
Občino sestavlja 12 naselij in romski zaselek: Tropovci, Borejci, Gederovci, Gradišče, Krajna, Murski Črnci, Murski Petrovci, Petanjci, Rankovci, Sodišinci, Tišina, Vanča vas in zaselek Vanča vas-Borejci.

## Grb Občine Tišina
Grb občine Tišina je vodoravno valovito razdeljen na zgornji del, kjer so v zlatem polju trije zeleni kostanjevi listi in spodnji zeleni del, kjer sta dva prekrižana zlata žitna klasa.   
Grb so začeli uporabljati 24. 11. 2000

### Gradovi v občini
Na Tišini stoji Bathyjanijev dvorec star preko 200 let, ki pa je od leta 2015 obnovljen.

## Mlini
Pred vojno je Mura poganjala dva brežna in en plavajoči mlin na Petanjcih, en plavajoči mlin v Tropovcih in enega v Gradišču. Vsi mlini so bili med vojno požgani. Po vojni so na Petanjcih dva obnovili. Danes ne melje nobeden več. 

## Cerkev na Tišini
Cerkev Marijinega rojstva na Tišini se omenja že od leta 1347. Bila je večkrat dograjevana. Župnišče je delujoče vse od leta 1627. Tišinski župnik je od leta 1889 do 1913 bil duhovnik in dekan Franc Ivanoci. Po njem je imenovana vsakoletna prireditev ob cerkvi, Ivanocijevi dnevi.